# Birgit Hollmann
Pour les articles homonymes, voir Hollmann.
Birgit Hollmann-Frädrich, née  le 31 décembre 1973 à Berlin, est une coureuse cycliste allemande spécialiste de cyclo-cross.

## Palmarès en cyclo-cross
- 2001-2002
  - 2e du championnat d'Allemagne de cyclo-cross
  - 3e de Azencross
  - 8e du championnat du monde de cyclo-cross
- 2002-2003
  -  Championne d'Allemagne de cyclo-cross
  - Internationales Querfeldeinrennen
  - 3e du Cyclo-cross de Gieten
- 2003-2004
  - Internationales Querfeldeinrennen
  - 2e du championnat d'Allemagne de cyclo-cross
  - 2e du Cyclo-cross de Gieten
  - 10e du championnat du monde de cyclo-cross
- 2004-2005
  - 7e du championnat d'Europe de cyclo-cross
- 2005-2006
  - Kleicross
  - 2e du championnat d'Allemagne de cyclo-cross
  - 3e du Cyclo-cross de Gieten
  - 3e de Druivencross
  - 4e du championnat d'Europe de cyclo-cross
  - 8e du championnat du monde de cyclo-cross
- 2006-2007
  - Internationales Querfeldeinrennen
  - 2e du championnat d'Allemagne de cyclo-cross
  - 5e du championnat d'Europe de cyclo-cross
  - 8e du championnat du monde de cyclo-cross
- 2007-2008
  - 2e du championnat d'Allemagne de cyclo-cross
- 2008-2009
  - Dassow
  - Internationales Querfeldeinrennen

## Palmarès sur route
- 2004
  - Rund am Schäfersee
  - Rund um Eisenhüttenstadt
- 2006
  - 2e étape du Krasna Lipa Tour Féminine